# Johanna Lürssen
Berta  Johanna Lürssen (* 27. Dezember 1881 in Delmenhorst; † 3. März 1966 in Bremen) war eine deutsche Pädagogin und Oberschulrätin in Bremen.

## Biografie
Lürssen war die Tochter eines Fabrikanten aus Delmenhorst. Sie besuchte eine Lehrerinnenausbildungsanstalt in Wolfenbüttel und unterrichtete als Privatlehrerin in Blankenburg (Harz). Dann erwarb sie nach einem Studienaufenthalt in England das Abitur und studierte bis 1916 Deutsch, Englisch und Mathematik an der Universität München und an der Universität Marburg. Sie promovierte 1915 zum Dr. phil. Im Ersten Weltkrieg unterrichtete sie in Blankenburg und Frankfurt am Main. Ab 1917 wohnte sie in Bremen und unterrichtete am Lyzeum Kleine Helle in Bremen. 1926 übernahm sie die Schulleitung der Mädchenoberschule Karlstraße. 1932 wurde sie Schulrätin für das Höhere Mädchenschulwesen. Sie war damit die erste Frau in einer solchen leitenden Funktion im Bremer Bildungswesen. 1934 versetzten die Nationalsozialisten die liberale Pädagogin aus dieser herausgehobenen Funktion wieder. Sie lehrte als Studienrätin an der Schule Kleine Helle.
Nach dem Zweiten Weltkrieg ernannte sie der Senat am 6. Juli 1945 wieder zur Schulrätin und beförderte sie 1946 zur Oberschulrätin. 1950 trat sie in den Ruhestand. Sie war auch eng mit der deutschen Frauenbewegung verbunden. Lürssen war bereits in der Weimarer Republik mit der Bremer Frauenbewegung verbunden gewesen.
Als Vorsitzende des Philologinnenverbandes Bremen war sie zugleich im Vorstand des Bremer Lehrerinnen-Vereins und gehörte auch dem Allgemeinen Deutschen Lehrerinnenverein an. Von 1956 bis 1958 war Lürssen Vorsitzende des Deutschen Akademikerinnenbundes. Sie war 1951 bei der Neugründung des Bundes nach dem Krieg aktiv beteiligt und erfolgreich bei der Wiederaufnahme in den Internationalen Akademikerinnen-Bund.
Ihre Schwester war die Pädagogin und liberale Politikerin Elisabeth Lürssen.

## Werke
- Eine mittelhochdeutsche Paraphrase des Hohenliedes; Olms Verlag, Breslau 1917. Reprint: Hildesheim 1977, ISBN 978-3487062037